# Postignano (Sellano)
Postignano è una frazione del comune di Sellano in Valnerina (Umbria), dista 3 km dal comune e 70 km da Perugia

## Storia

### Età medievale
Le origini del borgo, un castello di pendio di forma triangolare, rimontano all'XI-XIII secolo, quando la funzione del castrum era legata al controllo della Valle del Vigi e delle strade che dalle Valnerina conducono a Spoleto e Foligno. Per tale posizione strategica, fu a lungo conteso tre queste due città, ma alla fine si diede agli spoletini. Ne è prova il fatto che nel 1429 fornì loro uomini e mezzi per la guerra contro i ghibellini.

### Età contemporanea
Progressivamente spopolatosi negli anni Cinquanta e Sessanta, come la maggior parte degli insediamenti collinari dell'Italia centrale fuori dalle grandi vie di comunicazione, il Castello di Postignano fu dichiarato  poi di interesse nazionale ed è oggi sottoposto a vincolo paesaggistico e architettonico rispettivamente dalla Regione Umbria e dal Ministero dei Beni culturali.
L'architetto statunitense Norman Carver negli anni tra il 1967 e il 1975 lo definì “l'archetipo dei borghi collinari italiani” in un libro pubblicato in America nel 1979 con il titolo "Italian Hilltowns", che ha in copertina proprio una foto di Postignano.
Il borgo è oggi pressoché interamente restaurato sulla base di un progetto approvato dalla Soprintendenza ai beni culturali di Perugia e dalla Provincia, per quanto riguarda il rispetto della normativa antisismica.  Durante il restauro sono stati scoperti ambienti di cui si era persa la memoria e sono stati ritrovati  attrezzi artigianali, oggetti di vita domestica, letture e oggetti sacri, talvolta rinvenuti  in nicchie murate. Questa documentazione sarà esposta nelle “Stanze della memoria”, il piccolo museo in via di allestimento in alcune ex stalle, per testimoniare la storia e la vita del borgo.
L'intero Castello di Postignano, oggi meravigliosamente recuperato, è stato riportato alla vita da uno straordinario e meticoloso lavoro di restauro, progettato e supervisionato da due architetti italiani, che dal 2014 hanno portato a nuova vita le sessanta case e la chiesa del paese.

## Monumenti e luoghi di interesse
Chiesa di San Lorenzo o della Santissima AnnunziataParticolarmente degna di nota è la chiesa di S. Lorenzo, detta anche della SS. Annunziata, a navata unica e copertura a due spioventi su capriate, con la sua caratteristica facciata dall'andamento curvilineo e irregolare. Dell'apparato decorativo della chiesa primitiva si è conservato un dipinto murale di scuola folignate, di notevolissima qualità e originalità, databile sul finire del XV sec. raffigurante  una “Crocefissione” con i dolenti: la Vergine e San Giovanni e alla destra di quest'ultimo un San Michele Arcangelo rappresentato all'interno di un'edicola trilobata. Rimane poi, sulla stessa parete di fondo,  una parte consistente di un grandioso apparato decorativo databile alla seconda metà del sec. XVI e attribuibile alla cerchia dei De Magistris, pittori marchigiani noti anche come i Caldarola, dal nome del loro paese di origine. Tutti gli affreschi stati sottoposti a recupero, consolidamento e restauro, come anche le porzioni di intonaco originale.

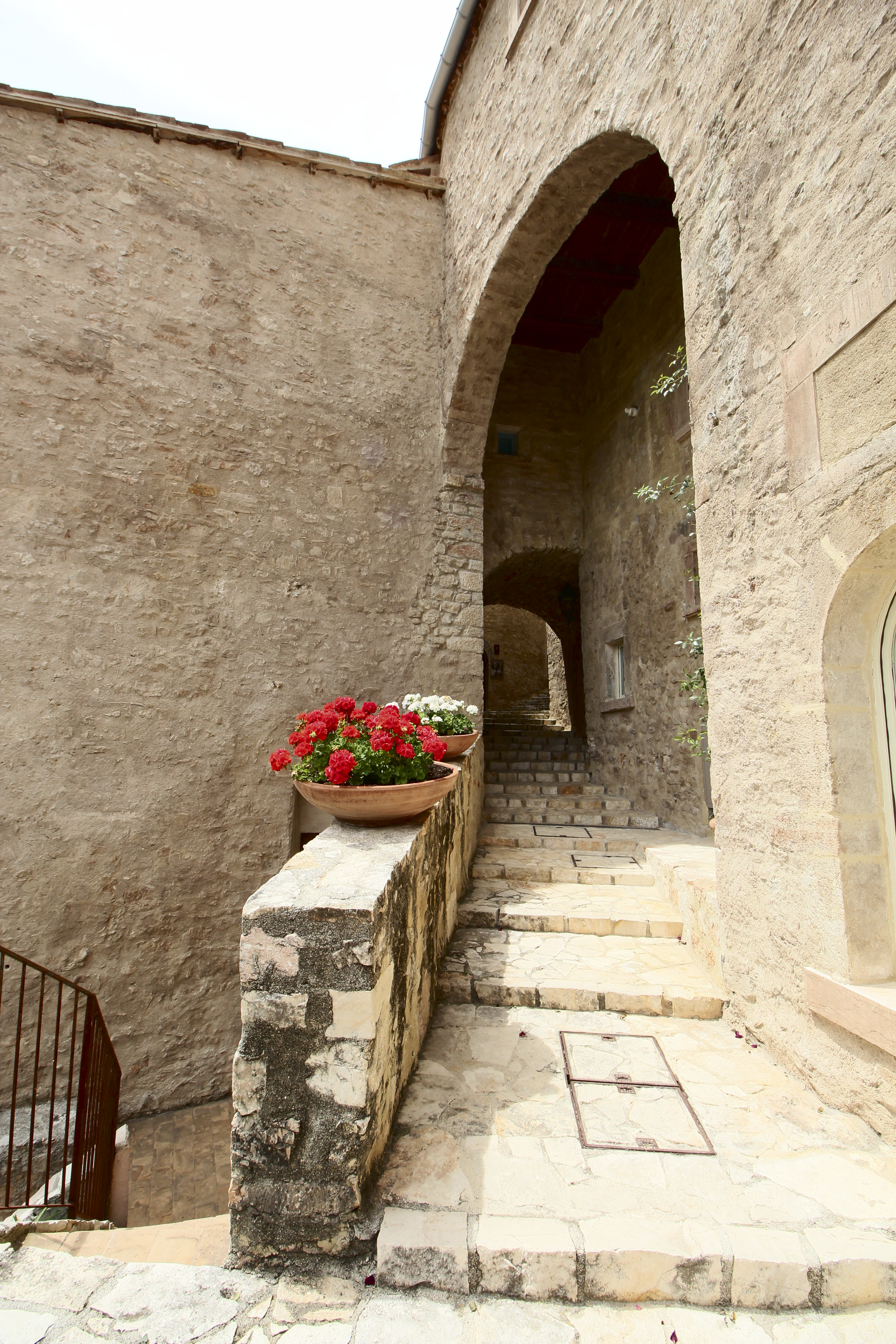
Il centro storico
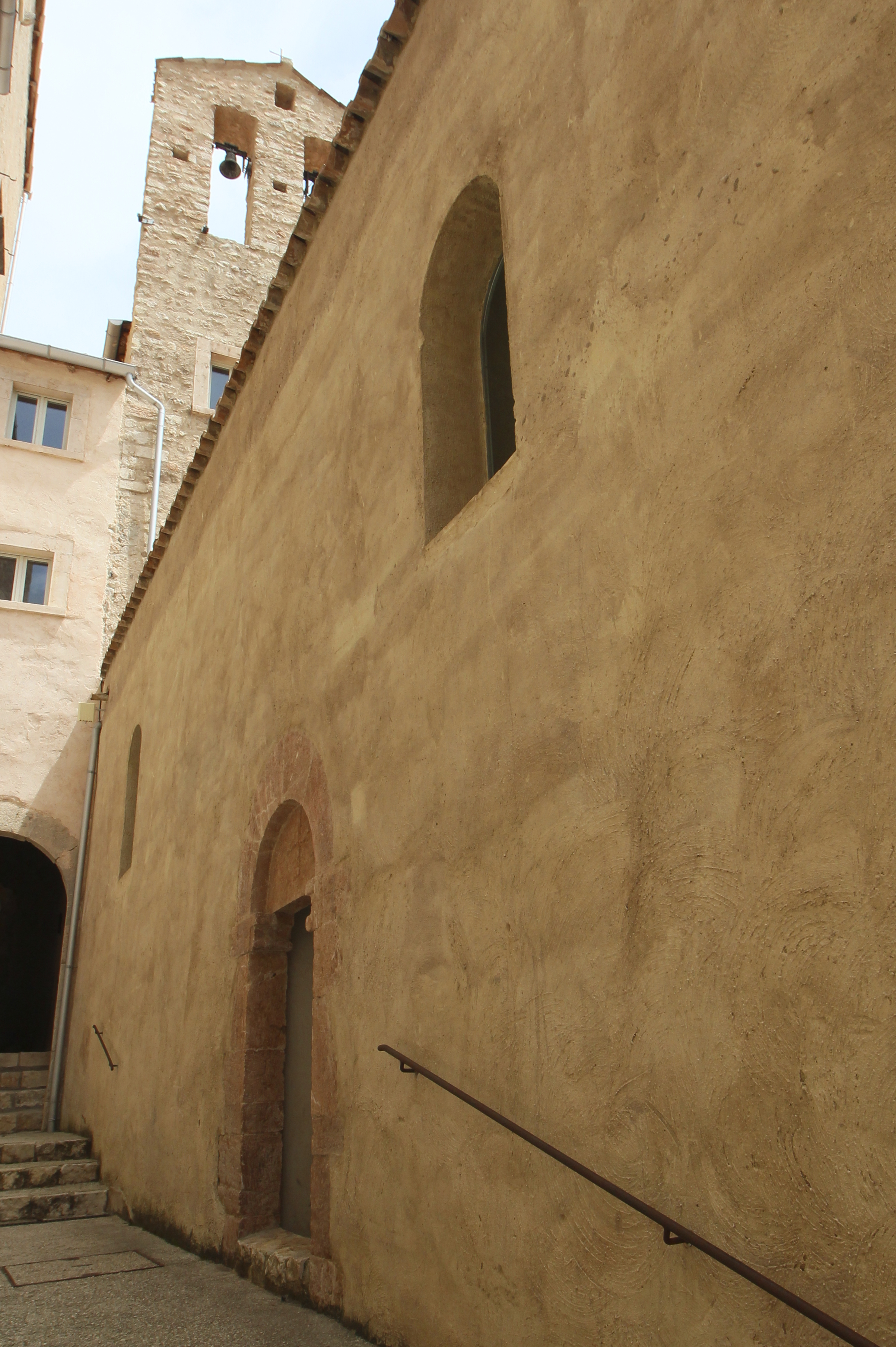
La chiesa di San Lorenzo
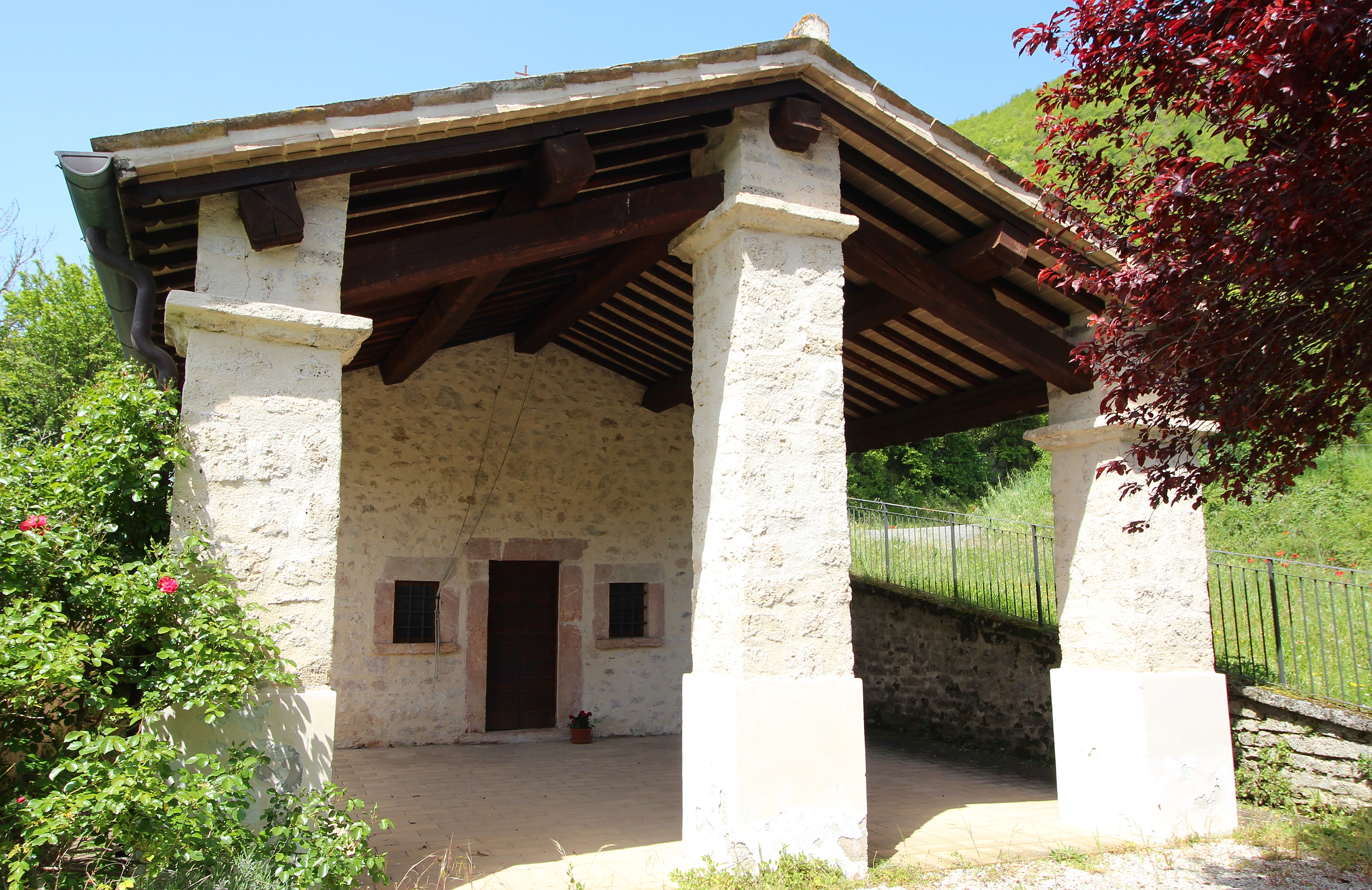
La chiesa della Madonna del Piano